# Abu Sufyan ibn Harb
Pour les articles homonymes, voir Abu Sufyan et Harb.
 (mai 2019).
Si vous disposez d'ouvrages ou d'articles de référence ou si vous connaissez des sites web de qualité traitant du thème abordé ici, merci de compléter l'article en donnant les références utiles à sa vérifiabilité et en les liant à la section « Notes et références ».
Abu Sofiane ibn Harb (arabe : أَبُو سُفْيَان بِن حَرْب, Abū Sufyān ibn Ḥarb) est l'un des plus éminents dirigeants de la tribu quraychite. Cousin éloigné de Mahomet, il fut longtemps un de ses adversaires les plus acharnés avec Abu Jahl. Puis, il embrassa l'islam lors de la conquête de la Mecque en 630 et décéda en 652. Il est le petit-fils d'Umayya et le père du premier calife omeyyade Mu`âwîya.

## Histoire
Abû Sufyân ibn Harb était chef de la Mecque, carrefour commercial de toute l'Arabie, lorsque Mahomet commença à répandre le message de l'islam. Les Quraychites, la tribu la plus puissante de la Mecque, tentèrent immédiatement d'étouffer ce message car il répandait l'idée selon laquelle les hommes devaient adorer une unique divinité, sans égaux (entre disciples de la nouvelle religion) devant Dieu (Allah) et qu'aucun ne peut en gouverner librement un autre (s'il n'est pas le Messager de Dieu ou son successeur) : une idée d'autant plus insupportable pour les Quraychites que cela remettait en cause la supériorité de leur clan et l'ordre social établi à l'époque à la Mecque. C'est une des raisons qui poussèrent les chefs de la Mecque, dont Abû Sufyân, à persécuter les Musulmans.
Les disciples de la nouvelle religion furent finalement contraints à l'exil (hégire) vers Médine (622).
Peu de temps après, Abû Sufyân décida de confisquer tous les biens que les Musulmans avaient laissés à la Mecque afin de les revendre à Damas. Les Musulmans contre-attaquèrent et firent le choix de récupérer leurs biens en pillant la caravane qui faisait déjà route vers Damas, dirigée par Abû Sufyân. Néanmoins, ce dernier fut tenu au courant de l'attaque imminente des Musulmans, et lorsque les autres chefs de la Mecque l'informèrent qu'ils viendraient le secourir, il valida ce plan, sans accepter toutefois de se joindre à la bataille.
La bataille qui suivit fut appelée bataille de Badr (624). Badr est un lieu proche de la ville de Médine. Ce fut une victoire pour les Musulmans contre les Mecquois et de nombreux chefs quraychites y trouvèrent la mort.
Abû Sufyân se retrouva pratiquement seul à diriger la Mecque et à lutter contre Mahomet et ses partisans. Sa femme, Hind, qui avait à la fois perdu son père (Utba ibn Rabia), son frère (Walid ibn Utba) et son oncle (Chayba ibn Rabî'a) durant la bataille, lui reprocha farouchement de ne pas avoir participé à la bataille.
L'an suivant, Abû Sufyân décida de prendre sa revanche lors de la bataille de Uhud aux portes de Médine (625). Ce fut une victoire in extremis pour les Mecquois qui ont vu le vent tourner en leur faveur lorsque les archers musulmans, assurant la couverture des fantassins et cavaliers musulmans, ont quitté leur poste pour récupérer le butin de guerre alors que les Mecquois venaient juste de se retirer du champ de bataille.
En l'an cinq de l'hégire, les Juifs décidèrent de prendre une revanche et demandèrent à Abû Sufyân de donner enfin l'assaut à Médine. Celui-ci avait entre-temps réuni plusieurs tribus pour l'aider à combattre l'Islam, comme les Ghatafâne et les Kinânâ. Mahomet, sur le conseil d'un de ses compagnons appelé Salman al farissi c'est-à-dire Salman le Persan, fit creuser un fossé autour du camp où se retranchèrent les Musulmans pour arrêter les assaillants ou bataille de Handaq ou d'Ahzab. Une tempête de sable obligea ceux-ci à se replier à La Mecque.
En (628), Mahomet décida de profiter de sa récente victoire pour faire le pèlerinage à La Mecque. Il fut arrêté aux portes de la ville, mais au lieu d’attaquer il accepta un traité de non-agression avec les Mecquois : le traité d'Houdaybiya.
Peu après, Mahomet épousa la fille d'Abû Sufyân, Umm Habîba, qui s'était convertie à l'islam.
Abû Sufyân se convertit à l'islam lors de la prise de la Mecque en 630.

## Conquête de la Mecque par les musulmans
Les Musulmans profitèrent de la trêve signée avec les Mecquois afin de répandre l'Islam aux quatre coins de l'Arabie.
En 630, La trêve fut violée par des tribus alliées des Quraychites, ce qui encouragea les Musulmans à marcher sur la Mecque pour la libérer de la domination païenne.
Abû Sufyân, se rendant compte que l’avantage était musulman cette fois, tenta de rétablir le traité en se rendant à Médine mais en vain.
Cependant ses efforts en vue de rétablir la paix contribua à une prise de la Mecque sans effusion de sang. Même sa femme, Hind bint 'Utba, fut pardonnée pour sa sauvagerie, pour avoir défiguré et mangé le foie de l’oncle bien-aimé du Prophète Hamza ibn 'Abd al-Muttalib.
Les Bédouins des environs de La Mecque se réunirent pour reprendre la ville aux Musulmans. L'armée des Mecquois, sous les ordres de Abû Sufyân, cette fois alliée des Musulmans organisa une contre-attaque. Mahomet, pour s'assurer de la fidélité de ses nouveaux alliés, leur promit une part accrue du butin. Les troupes de Mahomet gagnèrent cette bataille de Hunayn (630).

## Après la conquête de la Mecque
Après sa conversion, Abû Sufyân devint un lieutenant dévoué à la cause musulmane. Il participa encore à une bataille menée par Mahomet avant sa mort en 632, à Taïf dans laquelle il perdit un œil.
Après la mort de Mahomet et l'accession d'Abû Bakr au Califat (632), Abû Sufyân ne semble pas avoir participé à la répression des tribus bédouines qui firent sécession dès la mort du prophète, ni aux batailles avec les voisins perses et byzantins.
Abû Sufyân participa à la bataille de Yarmuk en 636 dans laquelle il perdit son second œil et dans laquelle il se battit sous le commandement de son fils Yazîd ben Abî Sufyân. Il joua un rôle important dans la guerre contre la paganisme dans la mesure où il était le « Naquib » de l’armée musulmane.
Ses fils Mu`âwîya ben Abî Sufyân et Yazîd ben Abî Sufyân participèrent aux conquêtes arabes en Syrie et en particulier à la bataille du Yarmouk (636).
Abû Sufyân mourut en 652, pendant le califat de `Uthman, lequel conduisit la prière du mort sur sa tombe.